# Vicent Igual i Luis
Vicent Igual i Luis (Almassora, Plana Alta, 1948 - Barcelona, Barcelonès, 13 de febrer de 2020), va ser un religiós dominic almassorenc.
Va ser ordenat com a prevere l'any 1972. Posteriorment es va llicenciar en Teologia la Universitat Pontificia Sant Tomàs d'Aquino de Roma. També en va llicenciar en Filosofia per la Universitat de Barcelona.
Des de la seva fundació l'any 1968, i fins a la seva jubilació el mes de juny de 2018, Igual va ser professor de la Facultat de Filosofia de la Universitat Ramon Llull, sent-ne també secretari entre 1991 i 2011. Vicent Igual col·laborava des de l'octubre de 2015 amb les parròquies de Sant Francesc de Sales i de la Concepció de Barcelona.